# Baruch (zoon van Neria)

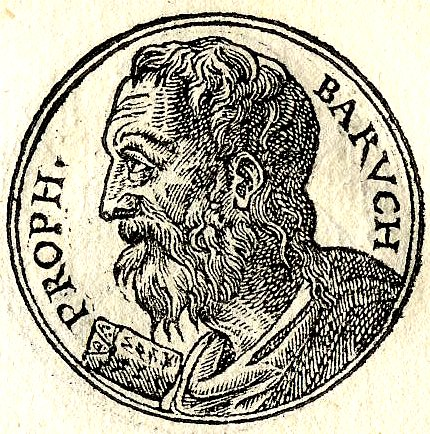
Baruch volgens Promptuarii Iconum Insigniorum

Baruch, zoon van Neria (Hebreeuws: בָּרוּך, "Gezegend") is een persoon uit de Hebreeuwse Bijbel. Hij was de secretaris, volgeling en toegewijde vriend van de profeet Jeremia en broer van Seraja, die hofmaarschalk was van koning Sedekia. Aan Baruch wordt traditioneel onder andere het deuterocanonieke boek Baruch toegeschreven.

## Leven
Volgens Flavius Josephus was Baruch een Joodse aristocraat, zoon van Neria en broer van Seraja, die hofmaarschalk was van koning Sedekia.
Baruch werd de secretaris van Jeremia en schreef de eerste en tweede versie op van de profetieën die hem werden gedicteerd. Baruch bleef trouw aan de leer en idealen van de profeet, hoewel hij net als zijn meester soms bijna werd overmeesterd door moedeloosheid. Toen Jeremia zich schuilhield om de wraak van koning Jojakim te ontlopen, gaf hij Baruch de opdracht zijn waarschuwende profetieën voor te lezen aan de mensen die zich in de Tempel van Jeruzalem verzamelden om een dag te vasten. Deze taak was moeilijk en gevaarlijk, maar Baruch voerde hem zonder aarzelen uit en het was waarschijnlijk bij deze gelegenheid dat de profeet hem zijn persoonlijke boodschap van JHWH gaf.
Zowel Baruch als Jeremia waren ooggetuigen van de Babylonische belegering van Jeruzalem in 587-586 v.Chr. Tijdens deze belegering kocht Jeremia land in Anatot, precies waar de Babylonische legers hun kamp hadden opgeslagen, als een symbool van geloof in het uiteindelijke herstel van Jeruzalem. Volgens Josephus bleef Baruch bij Jeremia wonen in Mizpa. Naar verluidt had Baruch invloed op Jeremia en drong Jeremia er op zijn advies bij de Israëlieten op aan om in Juda te blijven na de moord van Gedalja.
Baruch werd met Jeremia naar Egypte gevoerd, waar hij volgens een traditie die door Hiëromymus werd overgeleverd snel overleed. Twee andere tradities vermelden dat hij later naar Babylon ging of werd gevoerd door Nebukadnezar II na diens verovering van Egypte.
Baruchs belang als intimus van Jeremia maakte dat latere generaties zijn reputatie nog verder ophemelden. Aan hem werden het boek Baruch en twee andere Joodse boeken toegeschreven.

## Historiciteit

### Archeologie

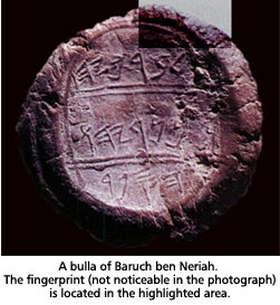

In 1975 dook op een antiekmarkt een kleizegel op met de tekst: Behoort tot Baruch, Zoon van Neria, de schrijver. Dit kleizegel is toegevoegd aan de collectie van het Israel Museum. Later, in 1996, dook een tweede, identieke zegel op. De authenticiteit van beide zegels wordt betwist.

### Wetenschappelijke theorieën
Richard Elliott Friedman schreef in zijn verdediging van de documentaire hypothese Who wrote the Bible? dat hij denkt dat de Deuteronimist, waarvan wordt aangenomen dat deze de boeken van Deuteronomium tot 2 Koningen heeft geschreven of op zijn minst geredigeerd, Baruch zoon van Neria was. Hij verdedigde deze stelling door een aantal zinnen uit het boek Jeremia te vergelijken met zinnen in andere boeken. Sommigen verwerpen deze bewering met het argument dat het verder gaat dan waar bewijsmateriaal voor is.